# 베이징 서역
베이징 서역(중국어: 北京西站, 병음: BěiJīng xī zhàn 베이징 시잔[*])은 중화인민공화국 베이징시 펑타이 구(중국어 정체자: 豐臺區) 롄화츠둥루(중국어 정체자: 蓮花池東路)에 있는 열차역으로 시커잔(중국어: 西客站, 병음: xī kè zhàn)이라고 불리기도 한다. 점유면적 51만m2, 건축넓이 17만m2로 아시아에서 가장 큰 열차역 중 하나이다.

## 개요
1일의 평균 승객수는 7~8만명(2007년 2월 21일). 춘절의 피크시는 약 13만에서 18만명이 된다. 1996년에 개업하고 나서는 베이징역과 함께 베이징의 2대 터미널역이라고 불린다.
역건물은 높이 90m의 고층빌딩으로 물건의 品자 형태를 하고 있다. 또 역 근처에는 8만개 이상의 연꽃이 심어져 있는〈롄화츠〉(蓮花池)라고 하는 연못이 있다.

## 노선

### 중국 국철
징주 선(중국어 정체자: 京九線)과 징광 선(중국어 정체자: 京廣線)의 시발역이며, 홍콩 직행 열차가 운행한다. 또 중국 남서부, 북서부 나아가 베트남 등으로 가는 현관문이 되고 있다. 베이징역과 베이징 서역을 연결하는 직행 지하철이 건설 중이다.

## 주변 역

### 중국 국철
- 징주 선(京九線), 징하 선(京哈線), 징퉁 선(京通線)
  - 베이징 서역 - 펑타이역(丰台站)
- 징위안 선(京原線)
  - 베이징 서역 - 다후이창역(大灰厂站)
- 징광 선(京广)
  - 베이징 서역 - 랑샹역(良乡站)
- 베이징 지하 직경선
  - 베이징역 - 베이징 서역

### 지하철
- 베이징 서역
  - 베이징 지하철 7호선
  - 베이징 지하철 9호선
  - 베이징 지하철 팡산선

## 인접역
| 중국철로             | 중국철로           | 중국철로                 |
| -------------------- | ------------------ | ------------------------ |
| 시·종착역            | 징주 철로          | 광안먼 창핑 방면         |
| 중국철로             |                    |                          |
| 시·종착역            | 징광 철로          | 허우루춘 광저우 방면     |
| 중국철로             |                    |                          |
| 시·종착역            | 징광 고속철도      | 줘저우 동 광저우 남 방면 |
| 중국철로             |                    |                          |
| 베이징역 베이징 방면 | 베이징 지하 직경선 | 시·종착역                |

## 같이 보기
- 베이징역
- 베이징 남역
- 베이징 동역
- 베이징 북역

틀:징주 철로
틀:징광 철로
틀:징광 고속철도
틀:베이징 지하 직경선